# Constituția Republicii Italiene
Constituția Italiei (Costituzione della Repubblica Italiana), aprobată de către Adunarea Constituantă în 22 decembrie 1947 și intrată în vigoare la 1 ianuarie 1948, este considerată legea fundamentală în statul italian.
Ea a fost astfel concepută încât să facă imposibil un regim dictatorial de oricare tip.

## Scurt istoric
În februarie-martie 1848, după Răscoala de la Palermo (Sicilia) și începutul Revoluției în Italia, regele Sardiniei și Piemontului, Carol Albert, acorda supușilor săi o constituție ce va deveni legea fundamentală a acestui regat si mai tarziu a intregii Italii, timp de aproape 100 de ani. Noua constituție, sau “Statutul Albertin”, prevedea un parlament bicameral și un guvern controlat de rege. În timp, miniștrii au ajuns să răspundă mai mult în fața parlamentului decât în fața regelui. După cel de-Al Doilea Război Mondial, în 2 iunie 1946, italienii au votat prin referendum înlocuirea monarhiei cu republica . O Adunare Constituantă a pregătit noua constituție, ce a intrat în vigoare la 1 ianuarie 1948 și a rămas până în ziua de azi Constituția Republicii Italiene - de la 1948.

## Principii generale
Italia este o republică democratică fundamentată pe muncă. Suveranitatea aparține poporului, care o exercită sub formele și în limitele prevăzute de Constituție. Republica recunoște și garantează drepturile inviolabile ale omului, egalitatea socială și demnitatea cetațenilor, fără deosebire de sex, rasă, limbă, religie, opinii politice, condiții personale și sociale. Cetațenii au datoria de a contribui la progresul material și spiritual al societății.
Republica, una și indivizibilă, recunoște și promovează autonomia locală.
Statul și Biserica Catolică sunt, fiecare în domeniul său, independente și suverane, iar raporturile lor sunt reglementate de Pactele de la Laterano - 1929 (o noua întelegere dintre stat și biserică s-a încheiat in 1985). Toate confesiunile religioase au aceeași libertate în fața legii.
Ordinea juridică italiană respectă normele de drept internațional general recunoscute.

## Forma de guvernământ
Italia este o republică democratică parlamentară. Articolul 55 al Constituției stabilește că Parlamentul (il Parlamento) este format din două organisme : Senatul (il Senato della Repubblica) și Camera Deputaților (la Camera dei Deputati), cărora le sunt atribuite aceleași puteri în virtutea principiului bicamerismului paritar dorit de către membrii adunării constituante și ai căror membrii sunt aleși o dată la 5 ani. Principalele funcții ale Parlamentului sunt : 
- funcția legislativă, exercitată de cele două Camere[8];
- poate să confere sau să revoce prin vot de încredere Guvernul (conform articolului 94 din Constituție);
- control al executivului;
- revizuirea Constituției[9].

În baza articolului 82 al Constituției se stabilește că fiecare dintre cele două Camere poate să dispună efectuarea de cercetări în materii de interes public, numind o comisie de anchetă. Constituția prevede ca în anumite momente cele două Camere să se reunească. Rolul lor este acela de a alege Președintele Republicii, de a-l pune sub acuzația de înaltă trădare sau de atentat la Constituție pe acesta (atricolul 90), de a asista la depunerea jurământului de către Președintele Republicii (articolul 91), de a alege o treime din membrii Consiuluilui Superior al Magistraturii (articolul 104) și o treime dintre judecătorii Curții Constituționale (articolul 135).
Președintele este ales pe 7 ani de către un colegiu electoral compus din membrii Camerei Deputaților și ai Senatului (Parlamentul în ședință comună), la care se adaugă 58 de reprezentanți regionali. Așa cum este stipulat în articolul 84, poate fi ales în această funcție orice cetățean al Italiei care a împlinit vârsta de 50 de ani și beneficiază de drepturi civile și politice. Președintele este „șeful statului și reprezintă unitatea nazională”. El numește Primul-Ministru, are dreptul de a trimite mesaje celor două Camere, poate dizolva una sau ambele Camere (dar nu în ultimele 6 luni ale mandatului prezidențial), este comandantul forțelor armate, prezidează Consiliul superior al magistraturii, poate grația sau micșora pedepse etc.
Guvernul „este expresia majorității parlamentare, adică a coaliției partidelor care au obținut numărul cel mai mare de locuri în Parlament”. Deși în Constituție procesul formării guvernului apare ca unul relativ simplu: „Președintele Republicii numește Președintele Consiliului de Miniștri și, la propunerea acestuia, miniștri”, în realitate procedeul este complex si de multe ori anevoios, fiind nevoie de parcurgerea mai multor etape : 
- o fază pregătitoare în care Președintele Republicii se consultă cu Președinții celor două Camere, cu foști președinți ai statului, cu delegații ale partidelor politice, atât din coaliția majoritară, cât și din opoziție, pentru a individua persoana cea mai potrivită a fi Președintele Consiliului de Miniștri;
- conferirea funcției (pe cale orală) în cadrul unei întâlniri dintre Președintele Italiei și personalitatea aleasă;
- nominalizarea : personalitatea nominalizată, care acceptă cu rezervă funcția ce i se propune, după atente consultări va merge pentru a doua oară la Seful Statului pentru a dizolva (pozitiv sau negativ) rezervele; dacă aceptă funcția, următorul pas este semnarea și contrasemnarea decretelor prezidențiale de nominalizare a Președintelui Consiliului de Miniștri, a fiecărui ministru în parte, precum și a demisiei precedentului Președinte de Consiliu;
- depunerea jurământului se face după o formulă stabilită în atricolul 1, alineatul 3 al legii nr. 400/88[16]; în mai puțin de 10 zile de la emiterea decretului de nominalizare, Guvernul trebuie să se prezinte în fața celor două Camere pentru a primi votul de încredere[17].

Președintele Consiliului de Miniștri (il Presidente del Consiglio dei Ministri) în calitatea sa de șef al guvernului este responsabil de politicile adoptate de guvern, promovează și coordonează activitățile fiecărui ministru. El prezidează totodată și Consiliul Miniștrilor (organ alcătuit din miniștri cu sau fără portofoliu, cărora li se adaugă Subsecretarul președinției Consiliului și, în cazuri particulare, pot lua parte la ședințe și președinții regiunilor cu statut special și a celor două provincii autonome, aceștia beneficiiind de un vot consultativ). În prezent această funcție este ocupată de Silvio Berlusconi. Guvernul este format din 26 de ministere, dintre care 8 sunt fără portofoliu și 18 cu portofoliu.

## Monitorizarea respectării Constituției
Curtea Constituțională a fost înființată în 1956 și are rolul de a verifica constituționalitatea legilor din statul italian. Rolul său este reglementat prin lege, în articolele 134-137 din Constituție. Mai exact, Curtea Constituțională judecă : „controversele legate de legitimitatea constituțională a legilor și a actelor ce au forță de lege ale statului și regiunilor, conflictele de atribuire a puterilor în stat și a celor dintre stat și regiuni și a celor între regiuni, acuzațiile aduse împotriva Președintelui Republicii, în baza Constituției”, precum și actele de înaltă trădare și de atentare la Constituție. Prima ședință publică a Curții a avut loc la 23 aprilie 1956, fiind prezidată de primul președinte al Curții, Enrico de Nicola.
Conform articolului 135 din Constituție, Curtea Constituțională este formată din 15 judecători, numiți astfel : o treime de către Șeful de Stat, o treime de către Parlamentul în ședință comună și o altă treime de către suprema magistratură, nominalizați pe 9 ani. Aceștia aleg dintre ei un Președinte, care rămâne în funcție pentru 3 ani, cu posibilitatea de realegere. Președinția Curții Constituționale este considerată a patra funcție în stat, iar membri Curții beneficiază de imunitate politică și penală.
Cel mai important rol al Curții este să judece controversele legate de legitimitatea constituțională a legilor și a actelor ce au forță de lege ale statului și regiunilor. Nu intră în sfera de activitate a Curții judecarea regulamentelor. Mai exact, curtea Constituțională trebuie să stabilească dacă „actele legislative au fost realizate respectând cerințele din Constituție (așa numita constituționalitate formală a legilor) și dacă conținutul lor este în conformitate cu principiile constituționale (așa numita constituționalitate substanțială a legilor)”.